# 白皮素馨
白皮素馨（学名：Jasminum rehderianum）是木犀科素馨属的植物，是中国的特有植物。分布于中国大陆的海南等地，多生长在丛林、低海拔的山坡和旷野，目前尚未由人工引种栽培。

## 别名
白皮藤（海南）